# Катастрофа C-47 на Сванетском хребте
В среду 5 марта 1947 года в районе Сванетского хребта потерпел катастрофу C-47 компании Аэрофлот, в результате чего погибли 23 человека.

## Катастрофа
C-47 (разновидность DC-3) Грузинского территориального управления гражданского воздушного флота выполнял рейс 34 из Тбилиси в Москву, а пилотировал его экипаж, состоявший из командира (КВС) И. Н. Никитина, второго пилота Г. И. Суслова, бортмеханика А. В. Андрюшенко и бортрадиста В. И. Шуриной. В 08:53 C-47 вылетел из Тбилисского аэропорта. На его борту находились 19 пассажиров.
Перед вылетом командира экипажа Никитина предупредили, что он может рассчитывать на посадку в московском Внуково только до 15:25. Но после вылета стало ясно, что времени экипажу до Москвы не хватает, поэтому командир принял решение лететь через Кавказские горы, тем самым спрямив маршрут. В 09:53, спустя 1 час 3 минуты с момента вылета, связь с бортом прервалась и на вызовы экипаж больше не отвечал. Через 15 дней поиска 20 марта обломки авиалайнера были найдены на склоне Нижне-Сванетского хребта. Все 23 человека на борту погибли.

## Причина
Причиной катастрофы была названа недисциплинированность командира экипажа, который нарушил план полёта и самовольно изменил маршрут.